# Asger Holms Vej
Asger Holms Vej er en vej i Indre By (København), der udspringer fra Kastelsvej, opkaldt efter døvepædagogen Asger Holm (1900-1989). Holm var leder af Døvstummeinstituttet i perioden 1956-1970 og spillede en central rolle i undervisning og udvikling af pædagogiske metoder for døve og hørehæmmede børn.

## Historie
Vejen blev navngivet for at ære Asger Holms livslange arbejde med døveundervisning og hans indsats for at forbedre døves vilkår i Danmark. Døvstummeinstituttet, som han ledede, ligger på Kastelsvej, tæt på vejen og har haft stor betydning for døveundervisning i landet.

## Kendetegn
På Døvstummeinstituttets bygning findes et relief, der forestiller Asger Holm. Dette relief er et visuelt minde om hans betydning og arv inden for specialundervisning.